# アレックス・ジャクソン (野球)
アレクサンダー・ジェームズ・ジャクソン（Alexander James Jackson, 1995年12月25日 - ）は、 アメリカ合衆国カリフォルニア州サンディエゴ出身のプロ野球選手（捕手）。右投右打。MLBのボルチモア・オリオールズ所属。

## 経歴

### プロ入りとマリナーズ傘下時代
2014年のMLBドラフト1巡目（全体6位）でシアトル・マリナーズから指名され、プロ入り。当時のポジションは外野手だった。なお、契約しない場合はオレゴン大学へ進学の予定であった。契約後、傘下のルーキー級アリゾナリーグ・マリナーズでプロデビュー。23試合に出場して打率.280、2本塁打、16打点を記録した。 
2015年はA-級エバレット・アクアソックスとA級クリントン・ランバーキングスでプレーし、2チーム合計で76試合に出場して打率.207、8本塁打、38打点、3盗塁を記録した。 
2016年はA級クリントンでプレーし、92試合に出場して打率.243、11本塁打、55打点、2盗塁を記録した。

### ブレーブス時代
2016年11月28日にロブ・ウェイレン、マックス・ポブシーとのトレードで、タイラー・パイクと共にアトランタ・ブレーブスへ移籍した。
2017年からは捕手として起用されることになる。この年は傘下のA+級フロリダ・ファイヤーフロッグスとAA級ミシシッピ・ブレーブスでプレーし、2チーム合計で96試合に出場して打率.267、19本塁打、65打点を記録した。オフにはアリゾナ・フォールリーグに参加し、ピオリア・ハベリーナズに所属した。
2018年はAA級ミシシッピとAAA級グウィネット・ストライパーズでプレーし、2チーム合計で99試合に出場して打率.201、8本塁打、41打点を記録した。オフの11月20日にルール・ファイブ・ドラフトでの流出を防ぐために40人枠入りした。
2019年はAAA級グウィネットで開幕を迎え、4月7日にメジャー初昇格を果たした。同日のマイアミ・マーリンズ戦にて「8番・捕手」で先発出場してメジャーデビュー（この試合での結果は3打数無安打） 。この年メジャーでは4試合に出場して13打数無安打だった。
2020年は5試合に出場して打率.286を記録した。

### マーリンズ時代
2021年7月30日にアダム・デュバルとのトレードで、マーリンズへ移籍した。

### ブルワーズ時代
2022年4月6日にヘイデン・カントレル、アレクサンダー・ラミレスとのトレードで、ミルウォーキー・ブルワーズへ移籍した。この年メジャーでは5試合の出場にとどまった。オフの12月2日にマイナー契約となった。
2023年、ブルワーズ傘下ではAAA級ナッシュビル・サウンズでプレーした。

### レイズ時代
2023年8月1日にエバン・マッケンドリーとのトレードで、タンパベイ・レイズへ移籍した。移籍後は傘下のAAA級ダーラム・ブルズでプレーし、移籍前を含めた2チーム合計では59試合に出場して打率.284、16本塁打、45打点を記録した。
2024年は開幕をAAA級ダーラムで迎え、5月3日にメジャー契約を結んでアクティブ・ロースター入りした。レギュラーシーズン終了後の10月1日にFAとなった。

### ヤンキース傘下時代
2024年11月8日にシンシナティ・レッズとマイナー契約を結んだ。その後、12月20日にホセ・トレビーノとのトレードで、フェルナンド・クルーズと共にニューヨーク・ヤンキースへ移籍した。
2025年の開幕はAAA級スクラントン・ウィルクスバリ・レイルライダースで迎えたが、ヤンキースではメジャーに昇格することが出来ずに終わった。

### オリオールズ時代
2025年7月6日に金銭または後日発表選手とのトレードで、ボルチモア・オリオールズに移籍した。移籍後は、同日に負傷者リスト入りしたゲイリー・サンチェスと入れ替わってアクティブ・ロースター入りした。

## 詳細情報

### 年度別打撃成績
| 年 度    | 球 団    | 試 合 | 打 席 | 打 数 | 得 点 | 安 打 | 二 塁 打 | 三 塁 打 | 本 塁 打 | 塁 打 | 打 点 | 盗 塁 | 盗 塁 死 | 犠 打 | 犠 飛 | 四 球 | 敬 遠 | 死 球 | 三 振 | 併 殺 打 | 打 率 | 出 塁 率 | 長 打 率 | O P S |
| -------- | -------- | ----- | ----- | ----- | ----- | ----- | -------- | -------- | -------- | ----- | ----- | ----- | -------- | ----- | ----- | ----- | ----- | ----- | ----- | -------- | ----- | -------- | -------- | ----- |
| 2019     | ATL      | 4     | 15    | 13    | 0     | 0     | 0        | 0        | 0        | 0     | 0     | 0     | 0        | 0     | 0     | 1     | 1     | 1     | 5     | 1        | .000  | .133     | .000     | .133  |
| 2020     | ATL      | 5     | 7     | 7     | 0     | 2     | 1        | 0        | 0        | 3     | 0     | 0     | 0        | 0     | 0     | 0     | 0     | 0     | 4     | 1        | .286  | .286     | .429     | .714  |
| 2021     | ATL      | 10    | 28    | 23    | 2     | 1     | 0        | 0        | 0        | 1     | 0     | 0     | 0        | 0     | 0     | 2     | 1     | 3     | 13    | 0        | .043  | .214     | .043     | .258  |
| 2021     | MIA      | 42    | 123   | 108   | 11    | 17    | 4        | 0        | 3        | 30    | 12    | 0     | 0        | 0     | 0     | 11    | 0     | 4     | 60    | 0        | .157  | .260     | .278     | .538  |
| '21計    | MIA      | 52    | 151   | 131   | 13    | 18    | 4        | 0        | 3        | 31    | 12    | 0     | 0        | 0     | 0     | 13    | 1     | 7     | 73    | 0        | .137  | .252     | .237     | .488  |
| 2022     | MIL      | 5     | 12    | 12    | 0     | 3     | 0        | 0        | 0        | 3     | 0     | 0     | 0        | 0     | 0     | 0     | 0     | 0     | 7     | 0        | .250  | .250     | .250     | .500  |
| 2024     | TB       | 58    | 155   | 139   | 17    | 17    | 7        | 0        | 3        | 33    | 12    | 1     | 0        | 1     | 1     | 12    | 0     | 2     | 53    | 2        | .122  | .201     | .237     | .438  |
| MLB：5年 | MLB：5年 | 124   | 340   | 302   | 30    | 40    | 12       | 0        | 6        | 70    | 24    | 1     | 0        | 1     | 1     | 26    | 2     | 10    | 142   | 4        | .132  | .224     | .232     | .456  |

- 2024年度シーズン終了時

### 年度別守備成績
捕手守備
| 年 度 | 球 団 | 捕手（C） | 捕手（C） | 捕手（C） | 捕手（C） | 捕手（C） | 捕手（C） | 捕手（C） | 捕手（C） | 捕手（C） | 捕手（C） | 捕手（C） |
| 年 度 | 球 団 | 試 合     | 刺 殺     | 補 殺     | 失 策     | 併 殺     | 守 備 率  | 捕 逸     | 企 図 数  | 許 盗 塁  | 盗 塁 刺  | 阻 止 率  |
| ----- | ----- | --------- | --------- | --------- | --------- | --------- | --------- | --------- | --------- | --------- | --------- | --------- |
| 2019  | ATL   | 4         | 26        | 3         | 0         | 0         | 1.000     | 0         | 0         | 0         | 0         | ----      |
| 2020  | ATL   | 4         | 24        | 0         | 0         | 0         | 1.000     | 0         | 1         | 1         | 0         | .000      |
| 2021  | ATL   | 9         | 59        | 6         | 1         | 0         | .985      | 1         | 5         | 3         | 2         | .400      |
| 2021  | MIA   | 34        | 248       | 11        | 2         | 1         | .992      | 2         | 10        | 7         | 3         | .300      |
| '21計 | MIA   | 43        | 307       | 17        | 3         | 1         | .991      | 3         | 15        | 10        | 5         | .333      |
| MLB   | MLB   | 51        | 357       | 20        | 3         | 1         | .992      | 3         | 16        | 11        | 5         | .313      |

外野守備
| 年 度 | 球 団 | 右翼（RF） | 右翼（RF） | 右翼（RF） | 右翼（RF） | 右翼（RF） | 右翼（RF） |
| 年 度 | 球 団 | 試 合      | 刺 殺      | 補 殺      | 失 策      | 併 殺      | 守 備 率   |
| ----- | ----- | ---------- | ---------- | ---------- | ---------- | ---------- | ---------- |
| 2021  | MIA   | 1          | 0          | 0          | 0          | 0          | ----       |
| MLB   | MLB   | 1          | 0          | 0          | 0          | 0          | ----       |

- 2021年度シーズン終了時

### 背番号
- 70（2019年 - 同年途中、2025年 - ）
- 12（2019年途中 - 2021年途中）
- 23（2021年途中 - 同年終了）
- 5（2022年）
- 28（2024年）